# ويس بورلاند
ويس بورلاند (بالإنجليزية: Wes Borland)‏ هو موسيقي وعازف قيثارة ومغني أمريكي، ولد في 7 فبراير 1975 في ريتشموند في الولايات المتحدة.

## وصلات خارجية
- الموقع الرسمي
- ويس بورلاند على موقع IMDb (الإنجليزية)
- ويس بورلاند على موقع ميوزك برينز (الإنجليزية)
- ويس بورلاند على موقع أول ميوزيك (الإنجليزية)
- ويس بورلاند على موقع ديسكوغز (الإنجليزية)
- ويس بورلاند على موقع قاعدة بيانات الفيلم (الإنجليزية)